# أرفع للحديد والصلب
شركة أرفع للحديد والصلب (بالفارسية: شرکت آهن و فولاد ارفع) هي شركة فولاذ إيرانية تأسست شركة أرفع للحديد والصلب في 24 فبراير 2005 كشركة خاصة ذات مسؤولية محدودة. يقع المركز الرئيسي للشركة في طهران وموقع المصنع في محافظة يزد، بين مدينة أردكان ونائين. ويبلغ عدد العاملين في هذه الشركة 1350 شخصا.

## تاريخ
وفي فبراير 2014 تم إدراجها ضمن قائمة الشركات المسجلة لدى هيئة البورصة. النشاط الرئيسي للشركة هو إنشاء مصانع الحديد والصلب والوحدات المرتبطة بها بما يتماشى مع تعزيز وتوسيع المناجم والصناعات المعدنية الإيرانية في النقاط المحددة بطريقة الاسترداد المباشر، والقيام بعمليات صناعة الصلب بالطرق المختلفة من صهر وصب ودرفلة المعادن الحديدية وإنتاج جميع أنواع الأجزاء الهندسية القياسية، کما بناء الوحدات ذات الصلة والصناعات ذات الصلة يتماشى مع التطوير الإضافي والأمثل لصناعة الصلب.أعلنت شركة أرفع للحديد والصلب عن موعد تشغيل وحدة التجديد المباشر في منتصف عام 2021 وتشغيل وحدة صناعة الصلب في منتصف عام 2020.

## بورصة
وكتب موقع «نبض بازار» في تقرير له أنه تم تحديد شركة أرفع كواحدة من أفضل 40 شركة في بورصة طهران للأوراق المالية في عام 2019.